# Николай Николов (контраадмирал)
Вижте пояснителната страница за други личности с името Николай Николов.
Николай Иванов Николов е български офицер, контраадмирал, доктор по военно дело.

## Биография
Роден е на 11 юли 1958 г. във Варна. Баща му Иван Николов също е контраадмирал.
Завършва Висшето военноморско училище във Варна през 1981 г. По-късно учи в Академията на военноморските сили на Русия и Кралския колеж по отбранителни изследвания във Великобритания. Службата си започва като командир на бойна част, а след това старши помощник-командир и командир на фрегата до 1992 г. От 1992 до 1995 г. е началник на щаба на дивизион патрулни кораби. Между 1995 и 1997 г. командир на дивизиона. В периода 1997 – 2000 г. е заместник-началник на щаба на военноморска база Варна. От 2000 до 2002 г. е командир на бригада „Леки сили“-Созопол. След това до 2003 г. е началник-щаб на военноморска база Варна. Между 2003 и 2004 г. е началник на управление „Оперативно“ в щаба на Военноморските сили. На 3 май 2004 г. е назначен за началник на управление „Планиране на отбраната и въоръжените сили“ в Генералния щаб на Българската армия и удостоен с висше военно звание бригаден адмирал. На 4 май 2005 г. е назначен за началник на управление „Планиране на отбраната и въоръжените сили“ в Генералния щаб на Българската армия. През 2006 г. управлението преименувано на „Стратегическо планиране“ и на 25 април 2006 г. бригаден адмирал Николов преназначен за началник, считано от 1 юни 2006 г. Остава на този пост до 26 април 2007 г..
На 26 април 2007 г. е освободен от длъжността началник на управление „Стратегическо планиране“ в Генералния щаб на Българската армия, назначен за съветник на върховния главнокомандващ на въоръжените сили по военната сигурност и удостоен с висше офицерско звание контраадмирал. На 1 юли 2009 г. е назначен за съветник на върховния главнокомандващ на Въоръжените сили по военната сигурност. На 16 януари 2012 г. е освободен от длъжността съветник на върховния главнокомандващ на въоръжените сили по военната сигурност, считано от 22 януари 2012 г. От 2012 г. до 2016 г. е аташе по отбраната на България във Великобритания, след което излиза в запас.
Награждаван е с Награден знак „За вярна служба под знамената“ – трета, втора и първа степен и Почетен знак „Свети Георги“ – първа степен.
Председател на фондация „Хемус“ от 2018 (Международното изложение за отбранителни продукти и услуги „Хемус“ се организира в Пловдив всяка четна година)

## Военни звания
- Бригаден адмирал (3 май 2004)
- Контраадмирал (26 април 2007)